# 627-й отдельный разведывательный артиллерийский дивизион
627-й отдельный разведывательный артиллерийский дивизион Резерва Главного Командования — воинское формирование Вооружённых Сил СССР, принимавшее участие в Великой Отечественной войне.
Сокращённое наименование — 627-й орадн РГК.

## История
Сформирован в г. Саранск  в апреле 1943г. В действующей армии с 17.06.1943 по 13.08.1944.
В ходе Великой Отечественной войны вёл артиллерийскую разведку в интересах артиллерийских частей 20-й адп, артиллерии соединений и  объединений Брянского,  Белорусского и 1-го Белорусского фронтов.
13 августа 1944 года в соответствии с приказом НКО СССР от 16 мая 1944 года №0019  627-й орадн обращён на формирование  30-й гв. пабр 47-й  армии 1-го Белорусского фронта. .

## Состав
- Штаб
- Хозяйственная часть
- 1-я батарея звуковой разведки (1-я БЗР)
- 2-я батарея звуковой разведки (2-я БЗР)
- батарея топогеодезической разведки (БТР)
- взвод оптической разведки (ВЗОР)
- фотограмметрический взвод (ФГВ)
- хозяйственный взвод

## Подчинение
| Дата                | Фронт                    | Армия      | Корпус  | Дивизия  | Бригада | Примечания |
| ------------------- | ------------------------ | ---------- | ------- | -------- | ------- | ---------- |
| 3.05.43 -17.06.43г. | Московский военный округ | -          | 5-й акп | 20-я адп | -       | -          |
| 17.06.43 -1.09.43г  | Брянский фронт           | 3-я армия  | 2-й акп | 20-я адп | -       | -          |
| 1.09.43-1.10.43г.   | Брянский фронт           | 50-я армия | 2-й акп | 20-я адп | -       | -          |
| 1.10.43-23.10.43г.  | Брянский фронт           | 11-я армия | -       | -        | -       | -          |
| 23.10.43-23.12.43г. | Белорусский фронт        | 11-я армия | -       | -        | -       | -          |
| 23.12.43-15.04.44г. | Белорусский фронт        | -          | -       | -        | -       | -          |
| 15.04.44-13.08.44г. | 1-й Белорусский фронт    | 47-я армия | -       | -        | -       | -          |

## Командование дивизиона
Командир дивизиона
- майор Левин Алексей Николаевич

Начальник штаба дивизиона
- капитан Асмаловский Петр Алексеевич
- капитан Макаров Григорий Иванович

Заместитель командира дивизиона по политической части
- капитан Брик Семён Юрьевич

Помощник начальника штаба дивизиона
- ст. лейтенант Макаров Григорий Иванович

Помощник командира дивизиона по снабжению

## Командиры подразделений дивизиона
Командир 1-й БЗР
- ст. лейтенант Севастьянов Василий Николаевич
- ст. лейтенант Бидлюк Николай Александрович

Командир 2-й БЗР
- капитан Ткаченко Виктор Иванович

Командир БТР
- ст. лейтенант Киреев Василий Андреевич

Командир ВЗОР
- лейтенант Татарников Иван Максимович

Командир ФГВ